# Pierre Bastien
Pierre Bastien (1953) er en fransk komponist og instrumentbygger. Han er stort set autodidakt. Han byggede talrige nye instrumenter i papir, metal og træ.
Hans musik er meget vanskelig at bevare, da den er knyttet til samlingen af skrøbelige og unikke instrumenter.

## Diskografi
- 1977, Nu Creative Methods, Nu Jungle Dances, NCM
- 1988, K7, Pierre Bastien, Peter Bastiaan & Bernard Pruvost, Hommage à Jean Raine, BPC
- 1988, lp, Mecanium, ADN, DMM 007R
- 1993, cd, Musiques Machinales, SMI NM204
- 1994, 7", Mécanisme de l'Arcane 17, G33G
- 1996, cd, Boîte N°3, Éditions Cactus, cd 003
- 1996, cd, Eggs Air Sister Steel, In Poly Sons, IPS 10-94
- 1997, Pierre Bastien, Pascal Comelade, Jac Berrocal & Jaki Liebezeit, cd, Oblique Sessions, DSA, DSA54054
- 1998, Pierre Bastien, Klimperei, cd, Mécanologie Portative, Prikosnovénie
- 1998, cd, Musiques Paralloïdres, Lowlands, 012
- 2000, cdrom, Neuf Jouets Optiques, Éditions Cactus
- 2002, Pierre Bastien, Lukas Simonis, cd, Mots d´Heures: Gousses, Rames, InPolysons, IPS0402
- 2001, Pierre Bastien, Alexei Aigui, cd, Musique Cyrillique, SoLyd Records, SR0308
- 2001, lp/cd, Mecanoid, Rephlex, CAT 119 cd/LP
- 2004, Mcd, Boite Nº 7, Editions Cactus, cd 007
- 2005, cd, Sé Verla al Revés, g33g, G3GPB1
- 2005, cd, Téléconcerts, Signature, SIG 11042
- POP, Rephlex, Cat 2005, cd, 1622005, cd,
- Les Premières Machines: 1968-1988, Gazul, 2007, cd, distribution Musea
- Pierre Bastien, Dominique Grimaud, cd, Rag-Time vol. 2, 2008, InPolysons, IPS0308
- Machinations, 2012, cd, Rephlex Records